# ゆめ真音
ゆめ 真音（ゆめ まおと、2月21日 - ）は、日本の女優。元宝塚歌劇団雪組の男役。
熊本県熊本市、クラーク記念国際高等学校出身。身長168cm。愛称は「まおと」、「ケンジ」。

## 来歴
2012年、宝塚音楽学校入学。
2014年、音楽学校卒業後、宝塚歌劇団に100期生として入団。入団時の成績は33番。月組公演「宝塚をどり／明日への指針／TAKARAZUKA 花詩集100!!」で初舞台。
2015年、組まわりを経て雪組に配属。
2021年4月11日、望海風斗・真彩希帆トップコンビ退団公演となる「fff／シルクロード」東京公演千秋楽をもって、宝塚歌劇団を退団。
退団後は舞台女優を中心に、自身でプロデュースを行うソロライブや結婚式での依頼ライブなど歌手活動の他、コラムニストや講師としても幅広く活動している。

## 宝塚歌劇団時代の主な舞台

### 初舞台
- 2014年3 - 6月、月組『宝塚をどり』『明日への指針 -センチュリー号の航海日誌-』『TAKARAZUKA 花詩集100!!』

### 組まわり
- 2014年8 - 11月、花組『エリザベート-愛と死の輪舞（ロンド）-』

### 雪組時代
- 2015年5月、『星影の人』 - 伊東隼之助『ファンシー・ガイ!』（博多座）
- 2015年7 - 10月、『星逢一夜（ほしあいひとよ）』 - 新人公演：鍋島直実（本役：桜路薫）／雷太（本役：花瑛ちほ）『La Esmeralda（ラ エスメラルダ）』
- 2015年11月、『銀二貫』（バウホール）
- 2016年2 - 5月、『るろうに剣心』 - 新人公演：新聞売り（本役：久城あす）／式尉（本役：真那春人）
- 2016年6 - 7月、『ドン・ジュアン』（KAAT神奈川芸術劇場・ドラマシティ）
- 2016年7月、『Bow Singing Workshop～雪～』（バウホール）
- 2016年10 - 12月、『私立探偵ケイレブ・ハント』 - 新人公演：殺し屋『Greatest HITS!』
- 2017年2月、『星逢一夜（ほしあいひとよ）』 - 汐太／悪童『Greatest HITS!』（中日劇場）
- 2017年4 - 7月、『幕末太陽傳（ばくまつたいようでん）』 - 粋がりの長次、新人公演：大工長兵衛（本役：真那春人）『Dramatic “S”!』
- 2017年8 - 9月、『CAPTAIN NEMO』（日本青年館・ドラマシティ） - ヤニス
- 2017年11 - 2018年2月、『ひかりふる路（みち）～革命家、マクシミリアン・ロベスピエール～』 - 執事、新人公演：ルノー（本役：奏乃はると）／新聞売り（本役：諏訪さき）『SUPER VOYAGER!』
- 2018年3 - 4月、『義経妖狐夢幻桜（よしつねようこむげんざくら）』（バウホール） - イマワカ
- 2018年6 - 9月、『凱旋門』 - 労働者、新人公演：フランソワーズ（本役：美穂圭子）『Gato Bonito!!』
- 2018年11 - 2019年2月、『ファントム』 - ボーイ長、新人公演：モーク・レール（本役：久城あす）
- 2019年3 - 4月、『PR×PRince』（バウホール） - ダミアン
- 2019年5 - 9月、『壬生義士伝』 - 新人公演：谷三十郎（本役：奏乃はると）『Music Revolution!』
- 2019年10月、『ハリウッド・ゴシップ』（KAAT神奈川芸術劇場・ドラマシティ） - 記者
- 2020年1 - 2月、『ONCE UPON A TIME IN AMERICA（ワンス アポン ア タイム イン アメリカ）』（宝塚大劇場） - ラビ、新人公演：宝石店店主（本役：久城あす）
- 2020年2 - 3月、『ONCE UPON A TIME IN AMERICA（ワンス アポン ア タイム イン アメリカ）』（東京宝塚劇場） - ラビ
- 2020年8 - 9月、『炎のボレロ』 - テオドール『Music Revolution!-New Spirit-』（梅田芸術劇場）
- 2021年1 - 4月、『fff-フォルティッシッシモ-』 - ブロイニング家の執事『シルクロード～盗賊と宝石～』 退団公演

### 出演イベント
- 2014年4月、宝塚歌劇100周年 夢の祭典『時を奏でるスミレの花たち』[注釈 1]

## 宝塚歌劇団退団後の主な活動

### 舞台
- 2021年10月、『8人の女たち』（ウッディシアター中目黒）[5]
- 2022年3 - 4月、『海街diary』（シアターサンモール・ABCホール）[6]
- 2022年6月、『The Great Gatsby In Tokyo』（三越劇場） - デイジー・ブキャナン[注釈 2][7]
- 2022年10月 - 2023年1月、『エリザベート』（帝国劇場・御園座・梅田芸術劇場・博多座）[8]
- 2024年5月、『再演・オウムノウシス』（赤坂RED/THEATER）[9]
- 2025年10月 - 2026年1月、『エリザベート』（シアターオーブ・札幌文化芸術劇場 hitaru・梅田芸術劇場 メインホール・博多座） - アンサンブル[10]